# Dannenreich
Dannenreich ist ein Ortsteil in der Gemeinde Heidesee in Brandenburg, südöstlich von Berlin im Landkreis Dahme-Spreewald. Die ehemals eigenständige Gemeinde umfasste daneben noch Friedrichshof und Wenzlow, die seit dem 26. Oktober 2003 als Teil Dannenreichs zur Gemeinde Heidesee gehören.

## Lage
Nördlich von Dannenreich befindet sich das Autobahndreieck Spreeau sowie Uckley, ein Gemeindeteil von Zernsdorf, einem Ortsteil der Stadt Königs Wusterhausen. Nicht weit entfernt liegt südöstlich der Hauptort der Gemeinde, Friedersdorf, über dessen Ausfahrt der A 12 das nahe gelegene Berlin erreichbar ist. Im Süden befinden sich ein Teil des Naturschutzgebietes Skabyer Torfgraben sowie der Heideseer Ortsteil Bindow und im Westen Kablow, ein weiterer Ortsteil von Königs Wusterhausen. Direkt nördlich verläuft die Grenze zum Landkreis Oder-Spree.

## Geschichte

### 18. Jahrhundert
Die Gründung des Ortes geht auf eine Kabinettsorder Friedrich II. im Zuge der Kolonisation Preußens vom 19. Januar 1753 zurück. Die Planung sah eine Siedlung für sieben Bauern mit 864 Morgen Land sowie 175 Morgen Wiesenfläche vor. Die erste urkundliche Erwähnung von Wentzelsdorf, das noch im selben Jahr in Dannenreich umbenannt wurde, stammt demnach aus dem Jahr 1753, während die Gemeinde die Fertigstellung der Arbeiten als Datum für die Ortsgründung ansieht. In den Jahren 1754 und 1755 entstanden auf dem sogenannten Grünen Grund bei Wenzlow ein Etablissement für acht Büdner mit je zwei Hufen Acker, die aus dem Vorwerk Wenzlow entnommen wurden. Diese als Zinswiesen verpachteten Flächen wurden bislang von den Kablower Bauern genutzt. Hinzu kamen gerodete Heideflächen. Das Dorf unterstand unmittelbar dem Amt Storkow. Im Frühjahr 1758 erfolgte eine Vermessung der Prage, einer Ackerfläche zwischen Friedersdorf und Dannenreich. Dies führte zu einer gerichtlichen Auseinandersetzung der Gemeinde Friedersdorf, die mit der Überlassung an den Erbpächter in Dannenreich nicht einverstanden war. Im Jahr 1775 lebten im Dorf acht Bauern, zwei Büdner und weitere Familien, die insgesamt zehn Feuerstellen (=Haushalte) betrieben, davon eine in einem Mehrfamilienhaus. 1777 siedelten weitere 28 Kolonisten in Friedrichshof, die dort auf nur zwei Morgen Land vermutlich eine Wollspinnerei betrieben. Fast 100 Jahre zuvor entstand bereits das Straßendorf Wenzlow, das zur Herrschaft Storkow gehörte. Die Bewohner ernährten sich überwiegend von der Landwirtschaft, dem Torfabbau, der Viehzucht und Fischerei. Einige zog es auch als Pendler in das nahegelegene Berlin. Ende des 18. Jahrhunderts entstand ein Schulhaus.

### 19. Jahrhundert
Im Jahr 1801 bestand die Kolonie aus acht Ganzbauern, vier Einliegern und einem Krug. Die Bewohner betrieben nach wie vor zehn Feuerstellen, allerdings waren ihnen keine Hufen mehr zugewiesen. Dannenreich entwickelte sich nur langsam; 1837 standen im Dorf elf Wohnhäuser. Im Jahr 1858 war das Dorf auf 17 Wohn- und 32 Wirtschaftsgebäude angewachsen und 524 Morgen (Mg) groß: 370 Mg Acker, 118 Mg Wald, 17 Mg Wiese, 14 Mg Gartenland, 3 Mg Gehöfte und 2 Mg Weide. Mittlerweile gab es eine Försterei mit einem Forsthaus „in der Nähe des Dorfes“ sowie den Schutzbezirk des Gutsbezirkes Forstrevier Friedersdorf. Dorf standen ein öffentliches sowie drei Wirtschaftsgebäude. 1883 erhielt ein Gastwirt in Dannenreich das Krugrecht mit einer Freiluftkegelbahn.

### 20. und 21. Jahrhundert

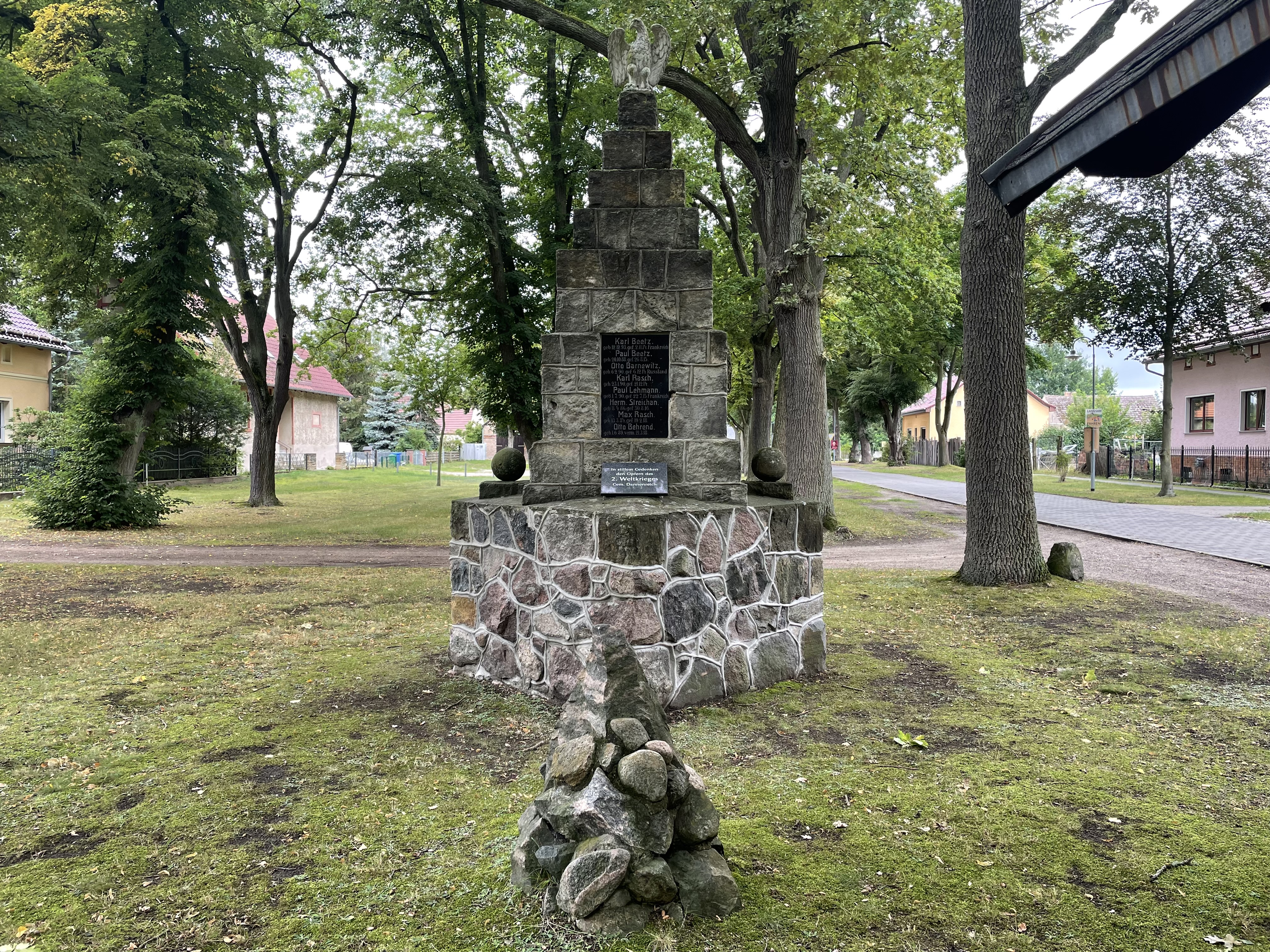
Gefallenendenkmal am Dorfanger

Zur Jahrhundertwende standen im Jahr 26 Häuser. Der Bestand wuchs auf 43 Wohnhäuser im Jahr 1931 an. Zwischenzeitlich waren 2,4 Hektar des aufgelösten Gutsbezirks Wenzlow eingemeindet worden (1902). Dannenreich wurde im Jahr 1931 Landgemeinde mit dem Wohnplatz Forsthaus Dannenreich. Im Jahr 1939 gab es einen land- und forstwirtschaftlichen Betrieb, der zwischen 20 und 100 Hektar groß war. Sechs Betriebe waren zwischen 10 und 20 Hektar, vier zwischen 5 und 10 Hektar sowie 14 zwischen 0,5 und 5 Hektar groß.
Im Jahr 1960 gründete sich eine LPG Typ I mit 17 Mitgliedern und 116 Hektar Fläche, die drei Jahre später nur noch 104 Hektar bewirtschafteten. Am 5. Juni 1965 wurde Friedrichshof nach Dannenreich eingemeindet. Im Jahr 1978 bestand im Ort eine Revierförsterei.
2005 feierte die Gemeinde ihre 250-Jahr-Feier.

## Bevölkerungsentwicklung
| Jahr      | 1774 | 1801 | 1817 | 1837 | 1858               | 1895      | 1925 | 1939 | 1946 | 1963 | 1964 | 1965 | 1971 | 1981 |
| Einwohner | 54   | 71   | 77   | 91   | Dorf 126 und Gut 8 | 144 und 5 | 212  | 205  | 286  | 223  | 194  | 381  | 326  | 288  |

## Kultur und Sehenswürdigkeiten

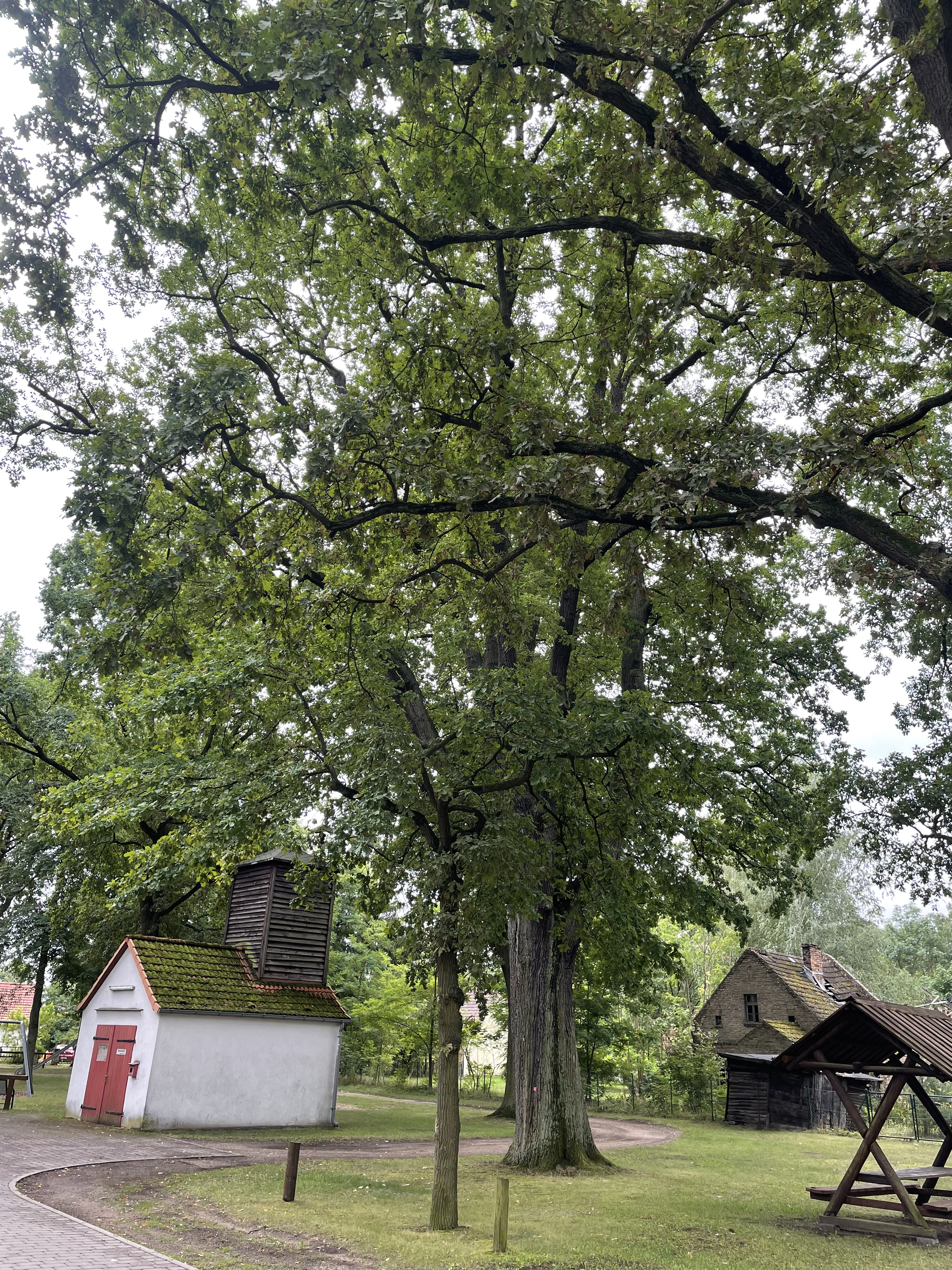
Eichenbestand am Dorfanger

- Dorfanger mit über 100 Jahre alten Eichen und Denkmal für die Gefallenen der Weltkriege
- Naturschutzgebiet Skabyer Torfgraben mit dem 53,2 Meter hohen Limberg

## Wirtschaft und Infrastruktur

### Wirtschaft
Im Ort arbeiten mehrere Handwerksbetriebe, ein Logistikunternehmen sowie Kleingewerbetreibende, die unter anderem Übernachtungen für Touristen anbieten. Industriebetriebe sind im 10 Hektar großen Gewerbegebiet in Wenzlow angesiedelt.

### Infrastruktur
Die Wenzlower Straße verbindet den Ort in nördlicher Richtung über die Anschlussstelle Friedersdorf mit der A 12. Sie führt als Köpenicker Chaussee weiter nach Süden. Die Chausseestraße (Kreisstraße 6153) ermöglicht einen Anschluss nach Kablow. Die Buslinie 723 der RVS verbindet den Ort mit Königs Wusterhausen und Kolberg.

## Vereine und regelmäßige Veranstaltungen
- Dannenreicher Karnevalsverein 1980 e. V. (DCC), der einen der größten Festzelt-Karnevalsveranstaltungen Deutschlands organisiert hat
- Erntefest